# Kranj
Kranj, deutsch Krainburg, ist mit 38.024 Einwohnern in der Kernstadt die drittgrößte Stadt Sloweniens und Hauptort der gleichnamigen Stadtgemeinde (Mestna občina). Die gesamte Stadtgemeinde mit allen Ortsteilen zählt 57.185 Einwohner (beides Stand 2021).

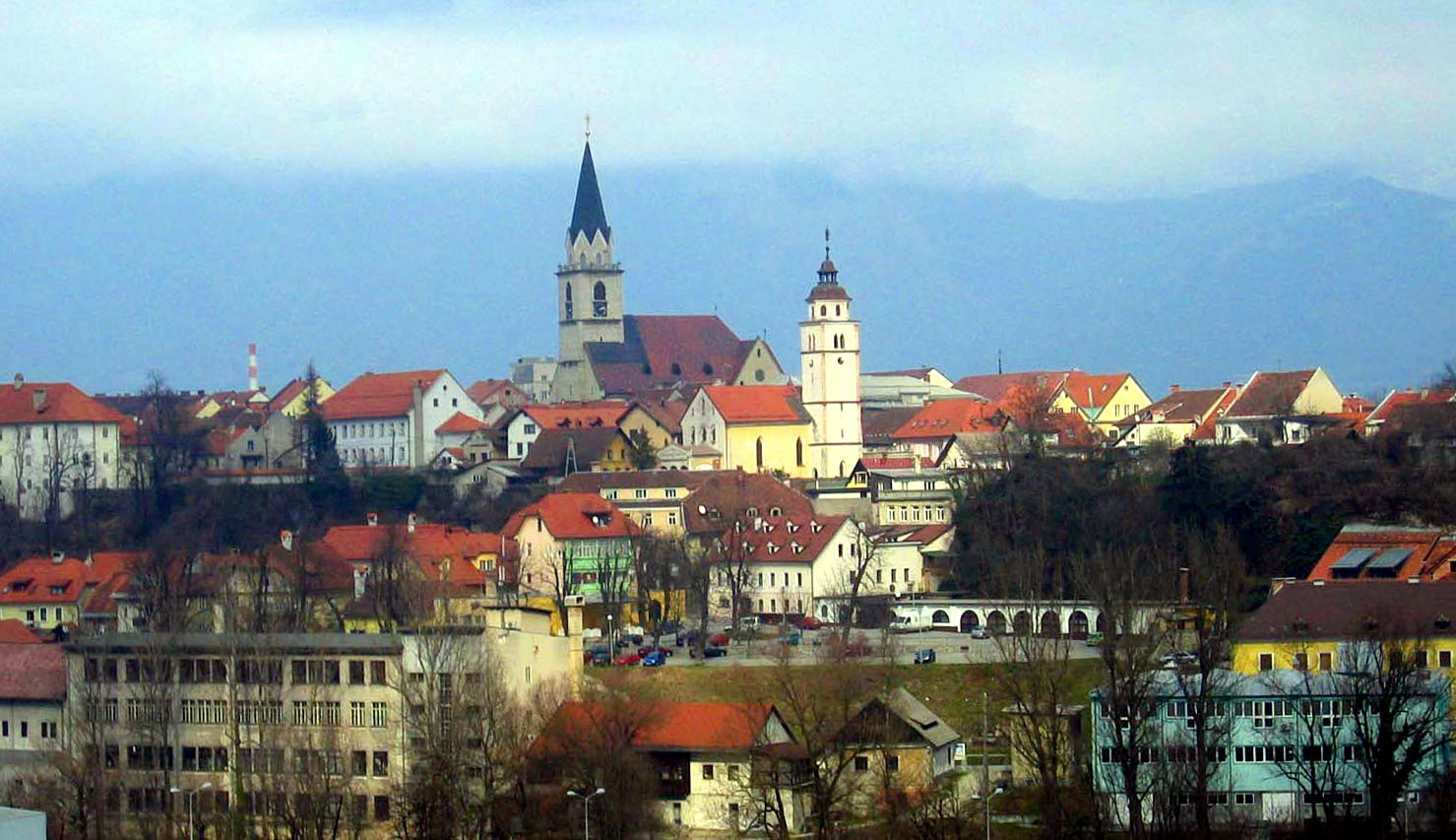
Kranj

## Lage
Kranj liegt auf 350 bis 406 m Seehöhe in der Oberkrain (Gorenjska) in einer Ebene, die von den Karawanken, den Steiner Alpen und den Julischen Alpen gesäumt ist. Hier kreuzen sich verkehrsgünstig die Straßen in Richtung Österreich von Ljubljana zum Loiblpass bzw. zum Karawankentunnel bei Jesenice und von Škofja Loka zum Seebergsattel.
Die gut erhaltene mittelalterliche Altstadt liegt am Zusammenfluss der Flüsse Kokra und Save. Bei Preddvor tritt die Kokra in das Laibacher Becken ein und schneidet in ihrem Verlauf bei Kranj tief in das Konglomeratgestein der im Pleistozän abgelagerten Sedimente ein und bildet eine 40 Meter tiefe Schlucht. Teile des Canyons können über einen Wanderweg erreicht werden. Unterhalb von Kranj bei Drulovka bildet auch die Save eine 40 Meter tiefe Schlucht durch das Konglomerat; aufgrund des Staudamms des Wasserkraftwerk Mavčiče etwa fünf Kilometer flussabwärts fließt der Fluss dort heute sehr langsam.

## Etymologie
Der Name Kranj leitet sich vom spätantiken kelto-romanischen Carniola, der „kleinen Carnia“, für das umgebende Gebiet der späteren Oberkrain ab. Im 5. Jahrhundert ist Kranj als Carnium, später dann als Chreinariorum, Creina, Chreina, Chrainburch und Krainburg belegt. Der lateinische Name leitet sich wahrscheinlich von der keltischen Wurzel *karno „Gipfel, Hügel, Steinhaufen“ ab, der hier Teile der Südlichen Kalkalpen bezeichnete. Das jüngere krajina der slawischen Sprachen bedeutet „Gegend, Landschaft, Region“ und „Mark, Grenzland“ und überlagerte und verstärkte den kelto-romanischen Ursprung.

## Ortschaften der Stadtgemeinde

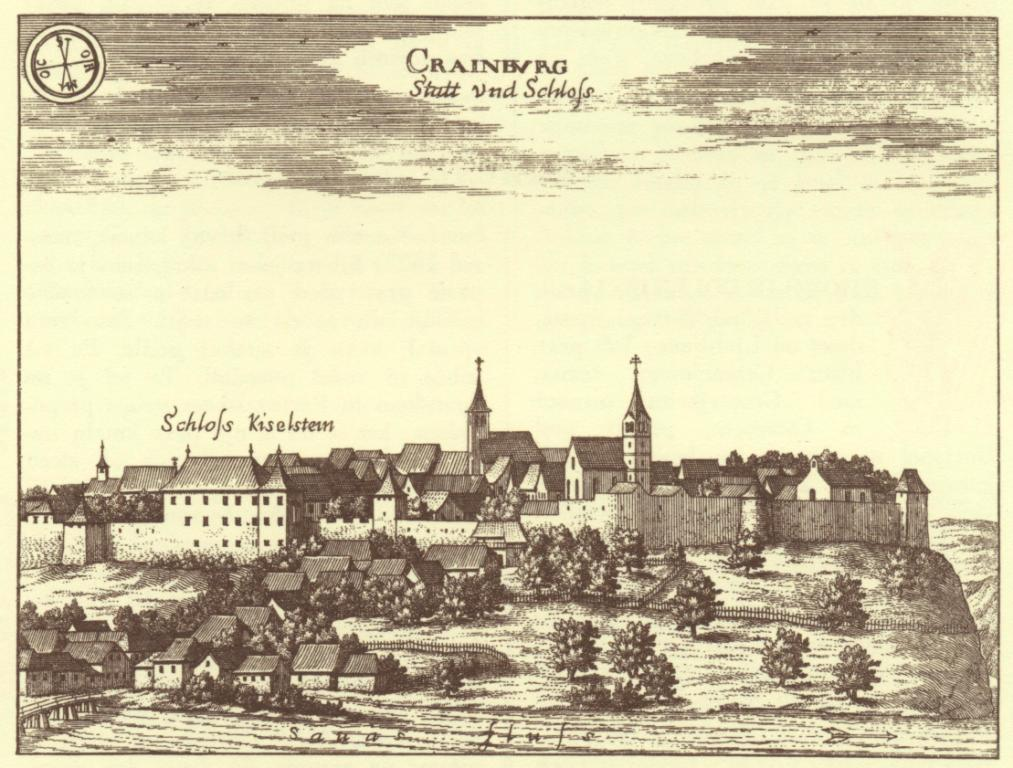
Blick auf Krainburg von Janez Vajkard Valvasor, 1689

## Geschichte bis zum 19. Jahrhundert
Im Gemeindegebiet wurden archäologische Funde durchgehend bis zurück in die Jungsteinzeit gefunden. Während der Langobardenzeit (6. Jh.) erfolgte die erste Nennung als Carnium, woraus sich die späteren Namen ableiteten.
Die Stadt gehörte bis etwa 600 n. Chr. zum Einflussbereich der Langobarden, bis sie vermutlich um 610 von den Awaren zerstört und nicht mehr zurückerobert werden konnte, die langobardische Funde brechen um diese Zeit ab. Im Anschluss daran, etwa seit dem 7. Jahrhundert begann die slawische Besiedlung. Um die Jahrtausendwende war Kranj Sitz der Grafen und Kultur- und Verwaltungszentrum der Krain, eine Rolle, die später an Ljubljana überging. Aus dem Jahr 1060 datiert die erste Nennung als Chreina. Die Stadt war namensgebend für das Herzogtum Krain.
1221 wurden die Einwohner „cives“ (Bürger) genannt, 1256 erfolgte die erste Nennung als Stadt. Vom Erdbeben von Friaul 1348 sind Schäden überliefert.
Die Markgrafen von Krain residierten auf Burg Kieselstein (Kislkamen). Aus dem 15. Jahrhundert datiert die Stadtmauer. Ebenso erhielt die Stadt das Recht, Gericht und Rat selbst zu wählen. In dieser Zeit wechselte die Stadt mehrmals den Besitzer: vom Bistum Brixen an die Habsburger (Litorale), an die Grafen von Cilli und wieder an die Habsburger, wo sie schließlich in den österreichischen Erblanden des Heiligen Römischen Reiches, seit 1804 im Kaisertum Österreich bzw. seit 1867 in Österreich-Ungarn als Stadt im Herzogtum Krain bis 1918 verblieb.
Im 16. Jahrhundert erlebte die Stadt einen Aufschwung durch die Blüte des Bergbaus in der Krain und in Kärnten; mit dessen Niedergang verlor auch die Stadt stark an Bedeutung.
Ab 1870 konnte sich die Gegend nach der Eröffnung der Bahnlinie Ljubljana (Laibach) ↔ Tarvis (im damals kärntnerischen Kanaltal, heute nur bis Jesenice) industriell entwickeln. Die Bahn eröffnete in Richtung Nordwesten Verbindungen nach Kärnten, Tirol und in die Lombardei, in Richtung Südosten Verbindungen nach Triest, Graz und Wien sowie nach Ungarn.
1890 hatte die Stadt rund 2.000 meist slowenische Einwohner und war Sitz der Bezirkshauptmannschaft Krainburg und eines Bezirksgerichtes, das den Gerichtsbezirk Krainburg verwaltete. 1894 wurde das Gymnasium als Kaiser Franz Joseph-Gymnasium eröffnet. Im späten 19. Jahrhundert erwachte die slowenische Nationalbewegung und fand unter anderem im Turnverein Krainer Falke einen vehementen Träger.

## Sehenswürdigkeiten

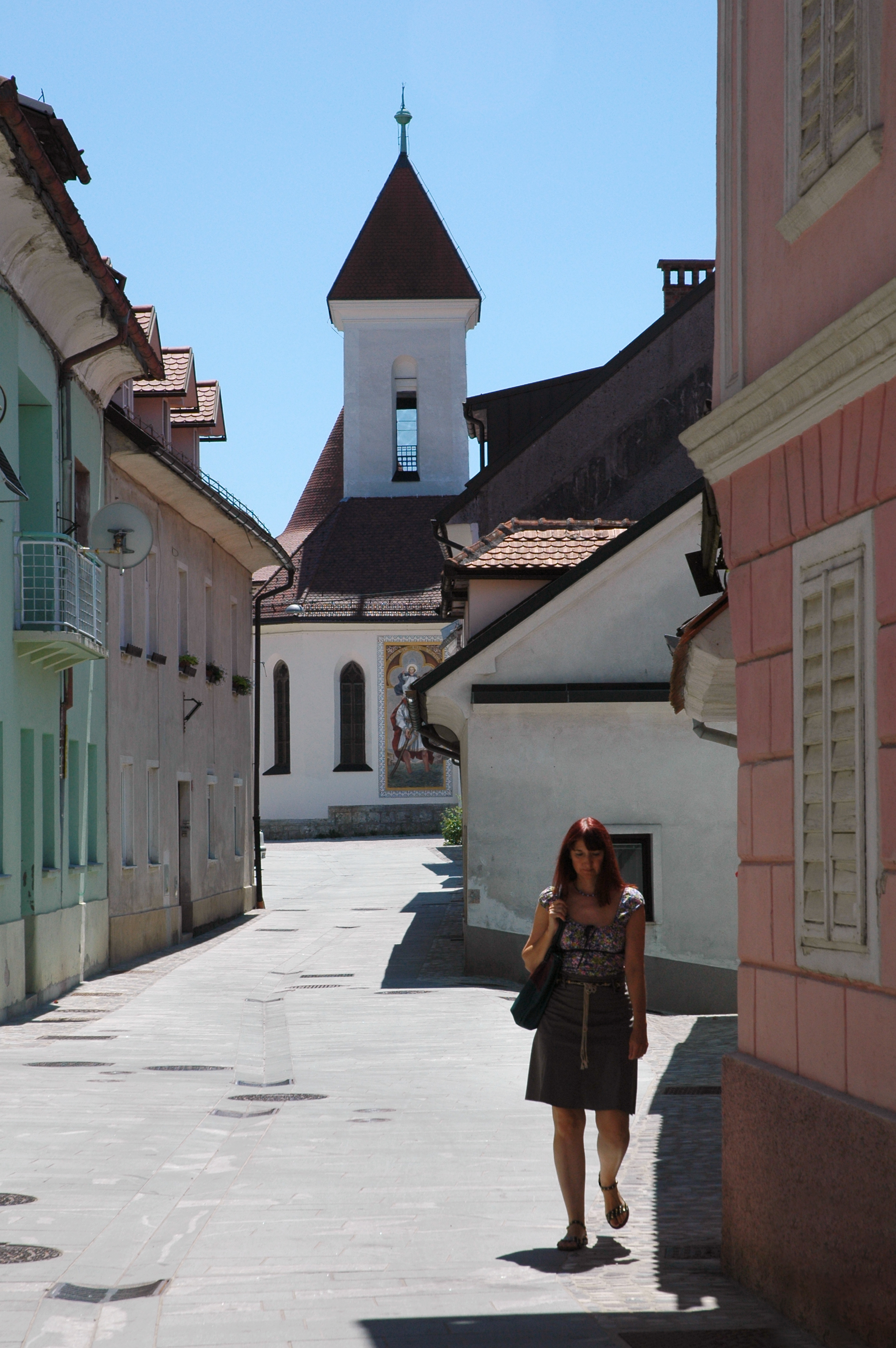
Kranj, Straße

- Muttergottes-Rosenkranz-Kirche (Anfang 16. Jh.)
- Schloss Kislkamen / Kieselstein, einst Sitz der Markgrafen von Krain
- Schloss Brdo / Egg mit Schlosspark in Egg bei Krainburg

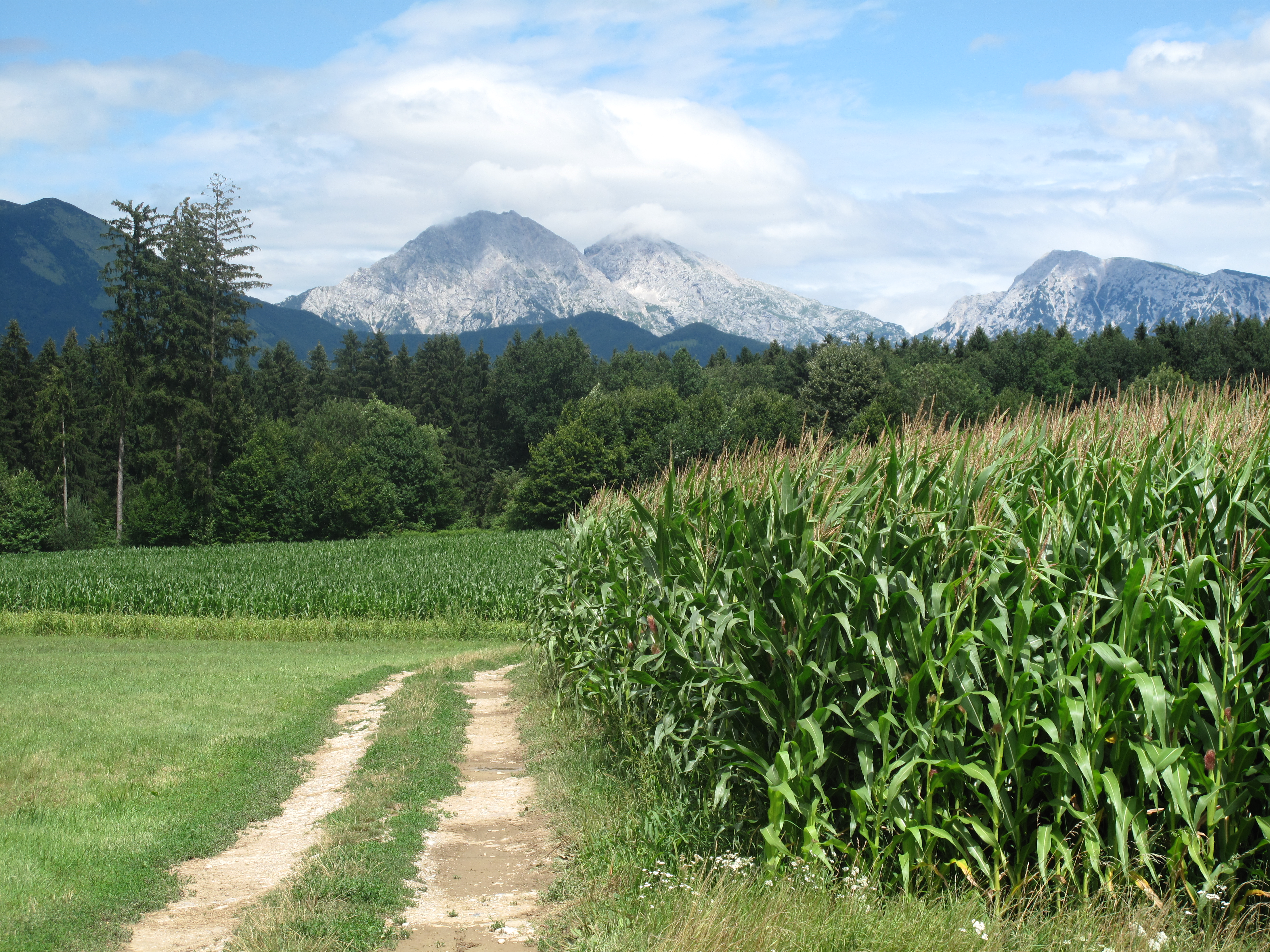
Panorama zwischen Kranj und Naklos
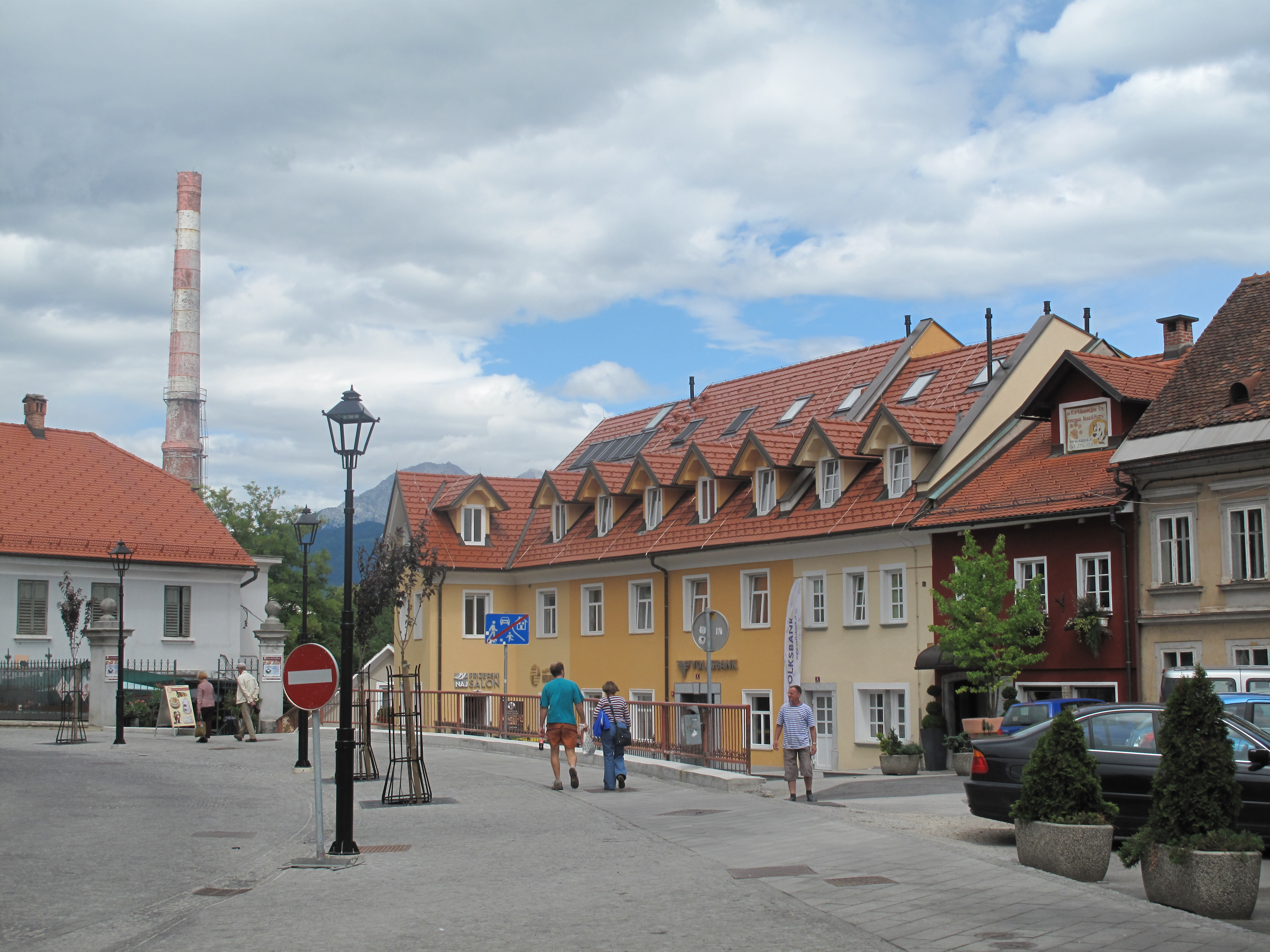
Kranj, Straße
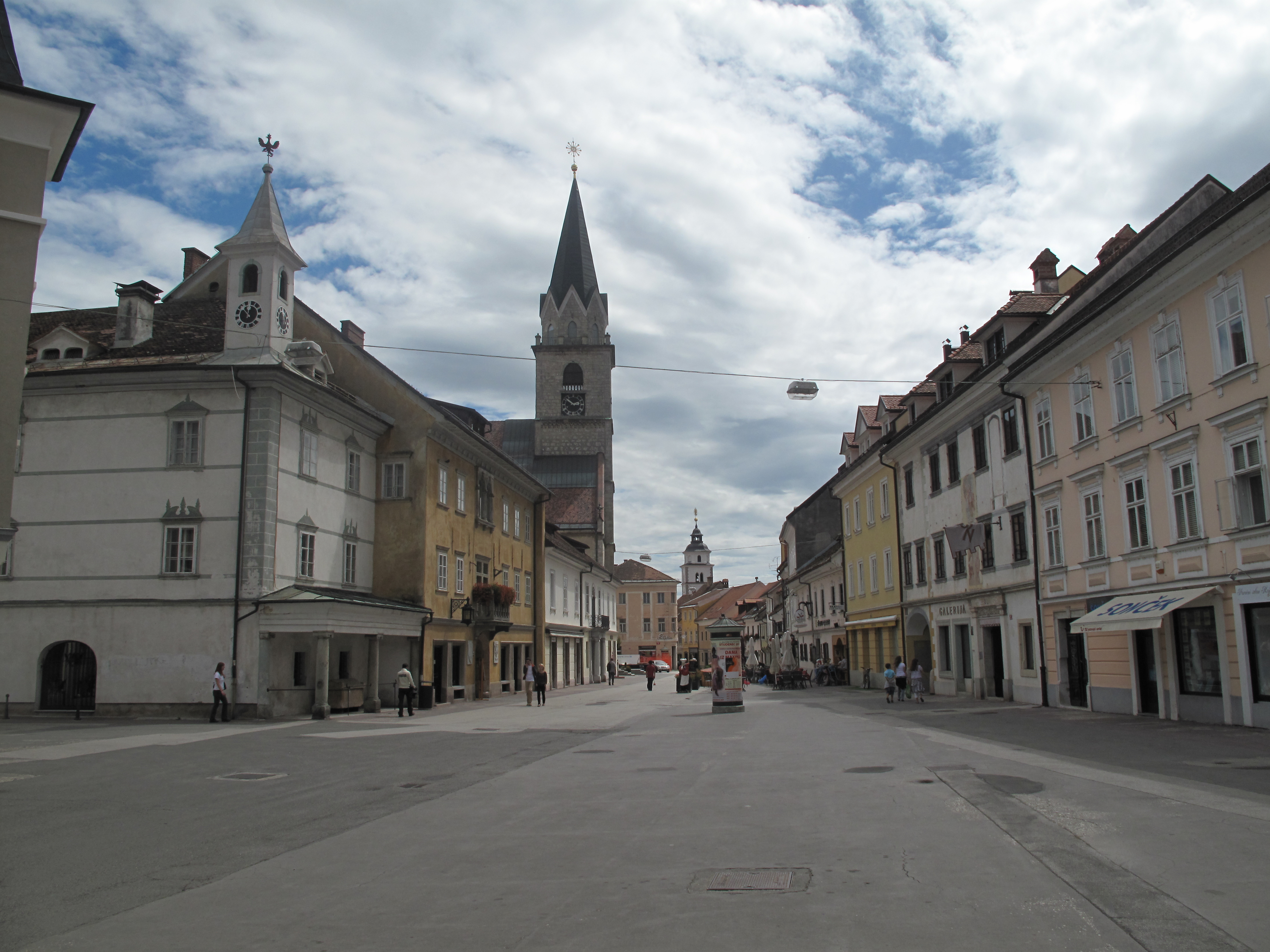
Kranj, Straße mit Kirche
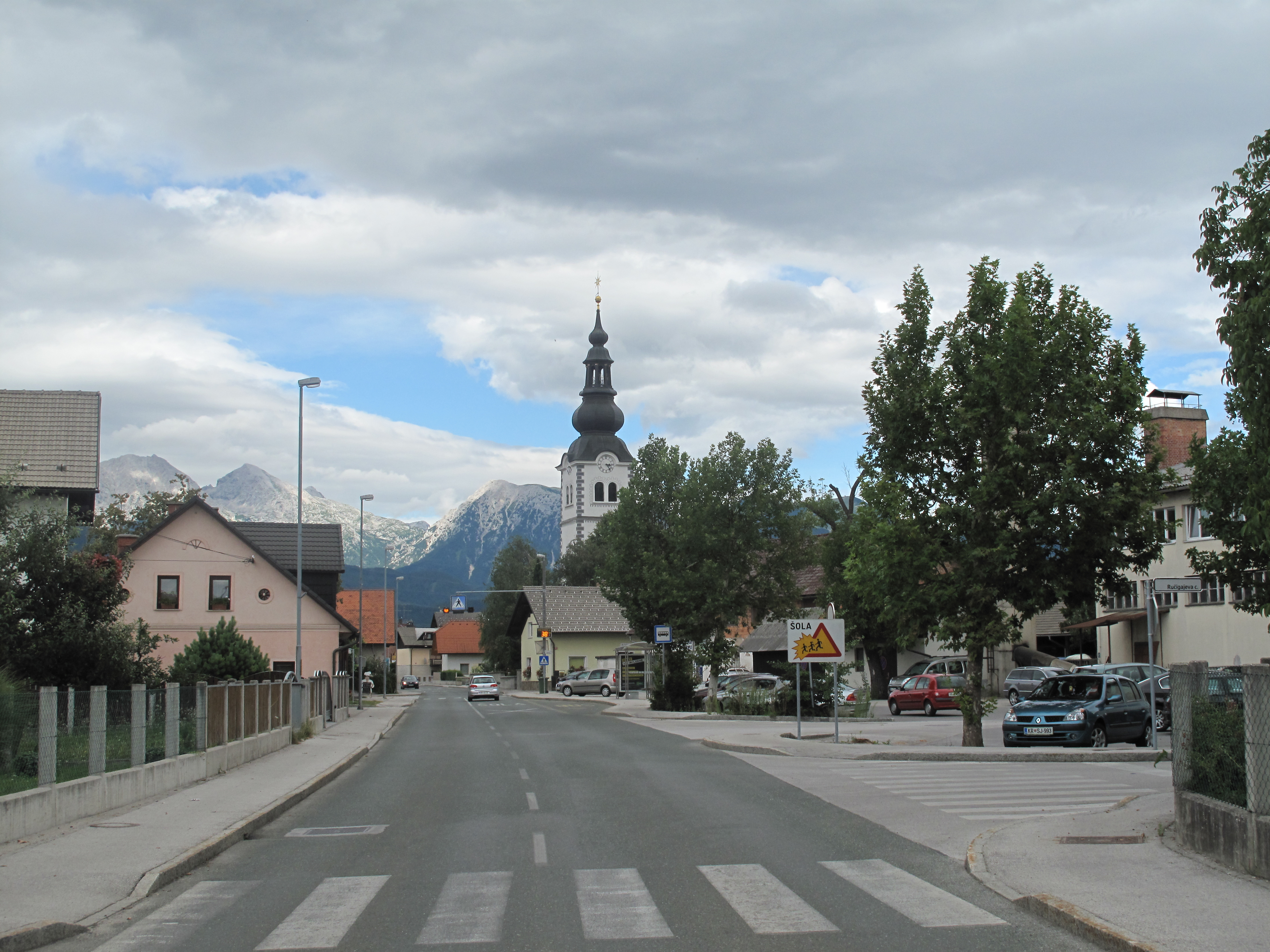
Kranj, Straße mit Kirche (auf dem Weg nach Britof)
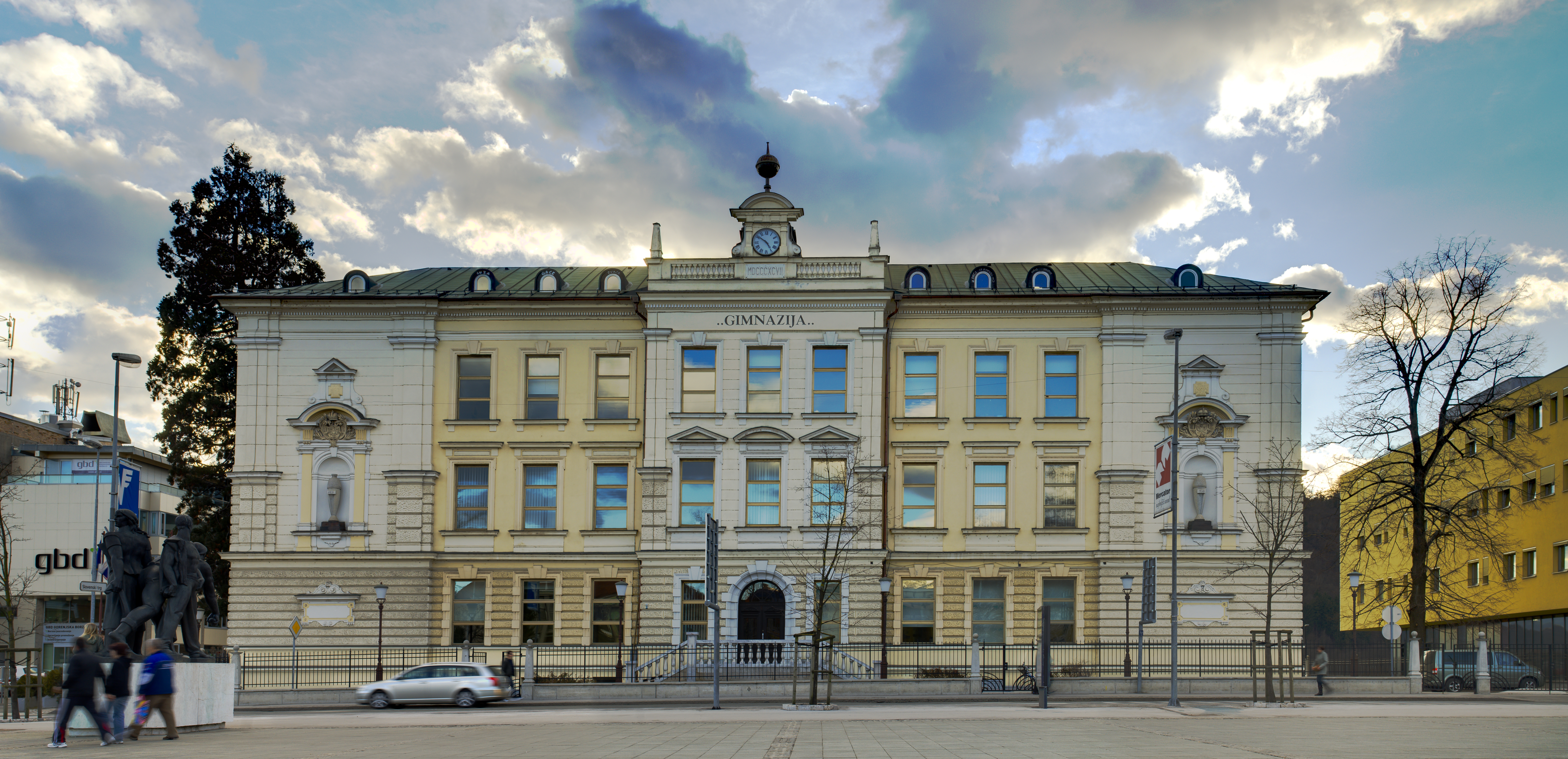
Kranj, Gymnasium
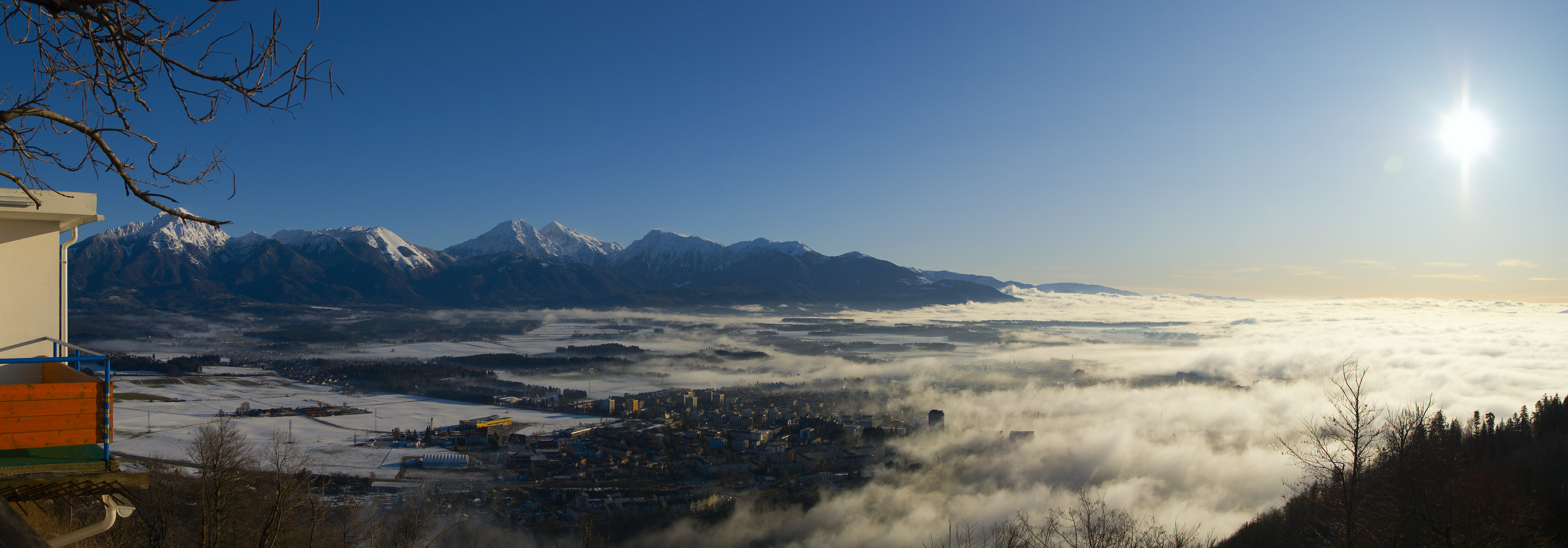
Blick auf Kranj vom Berg Šmarjetna
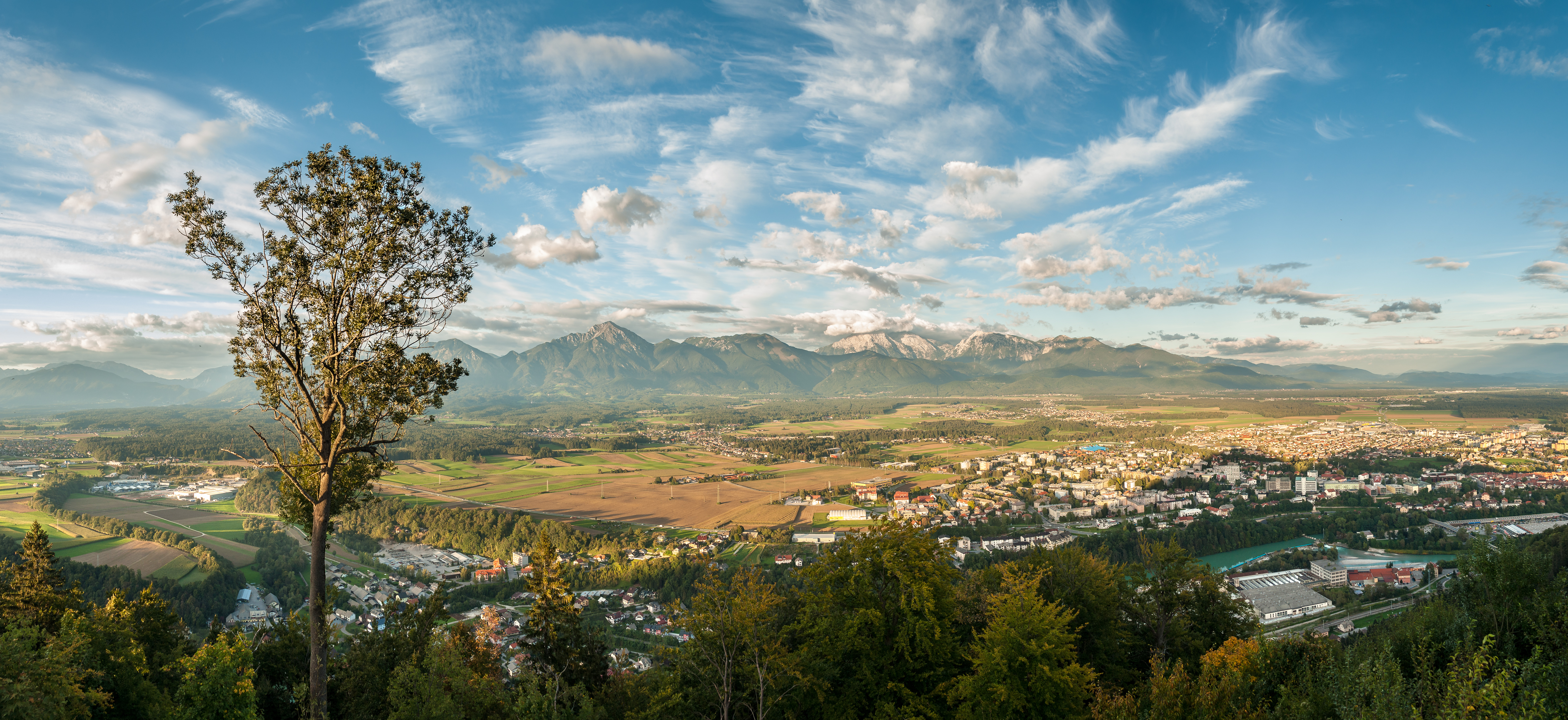
Panorama von Kranj
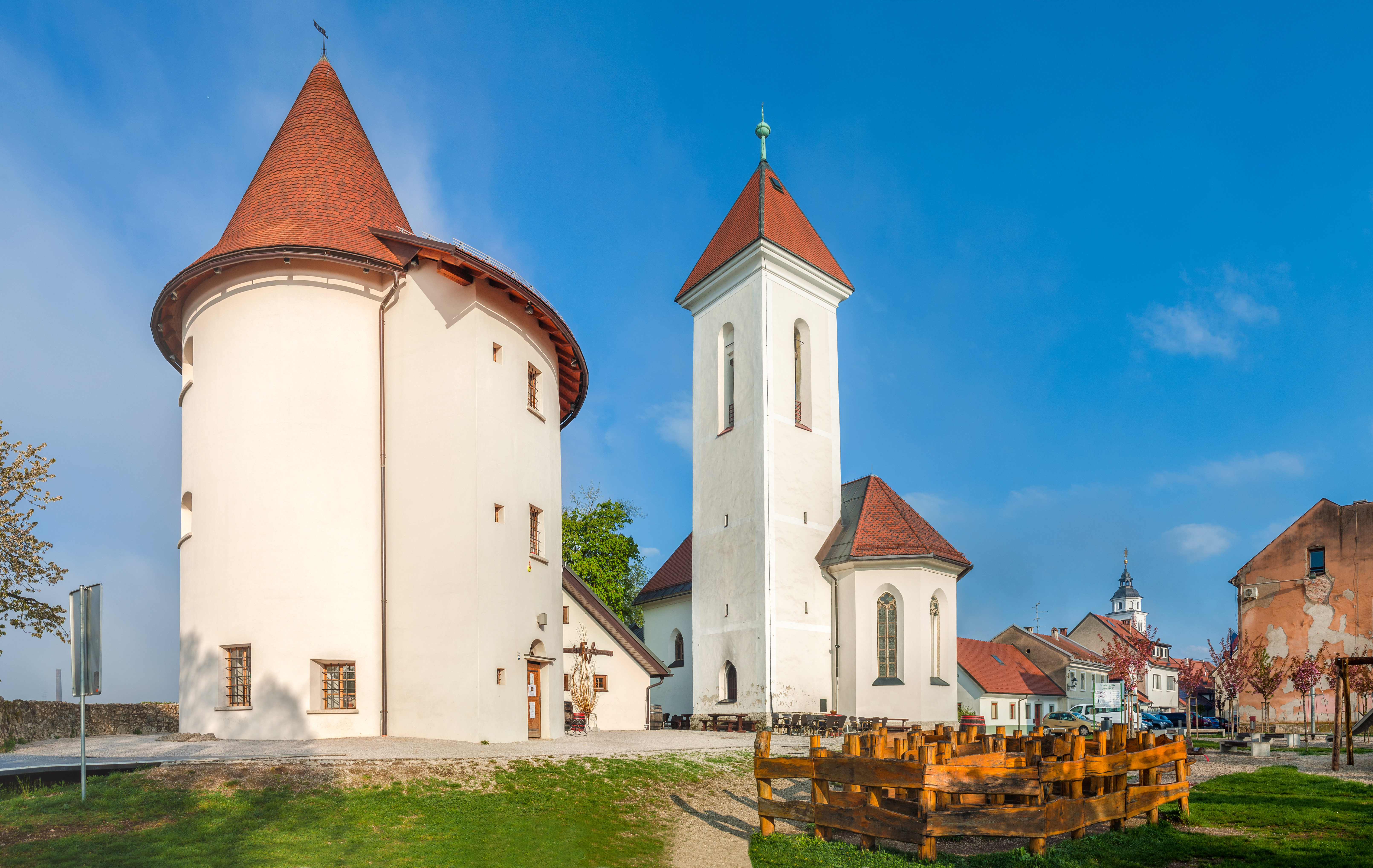
Pungert
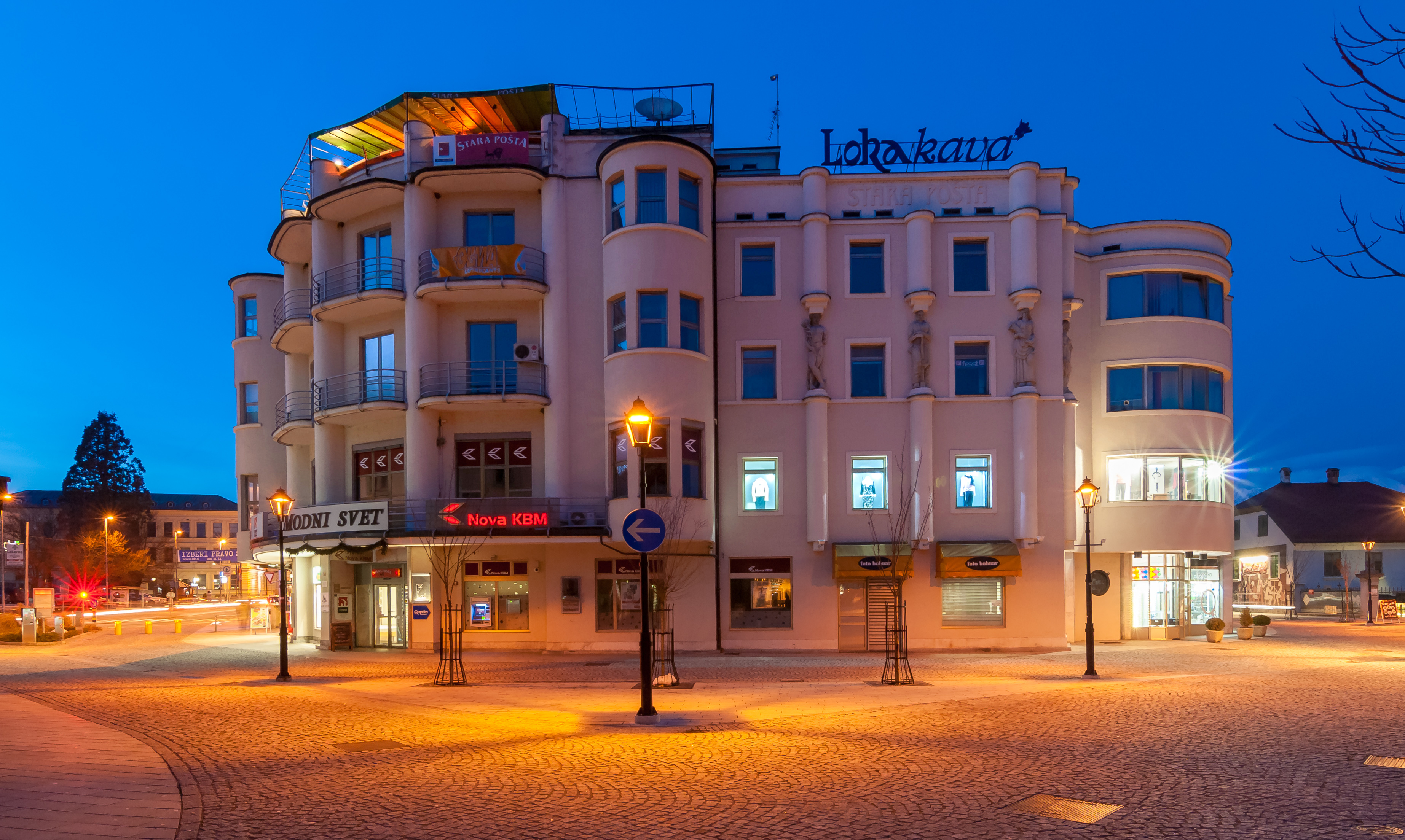
Alte Post
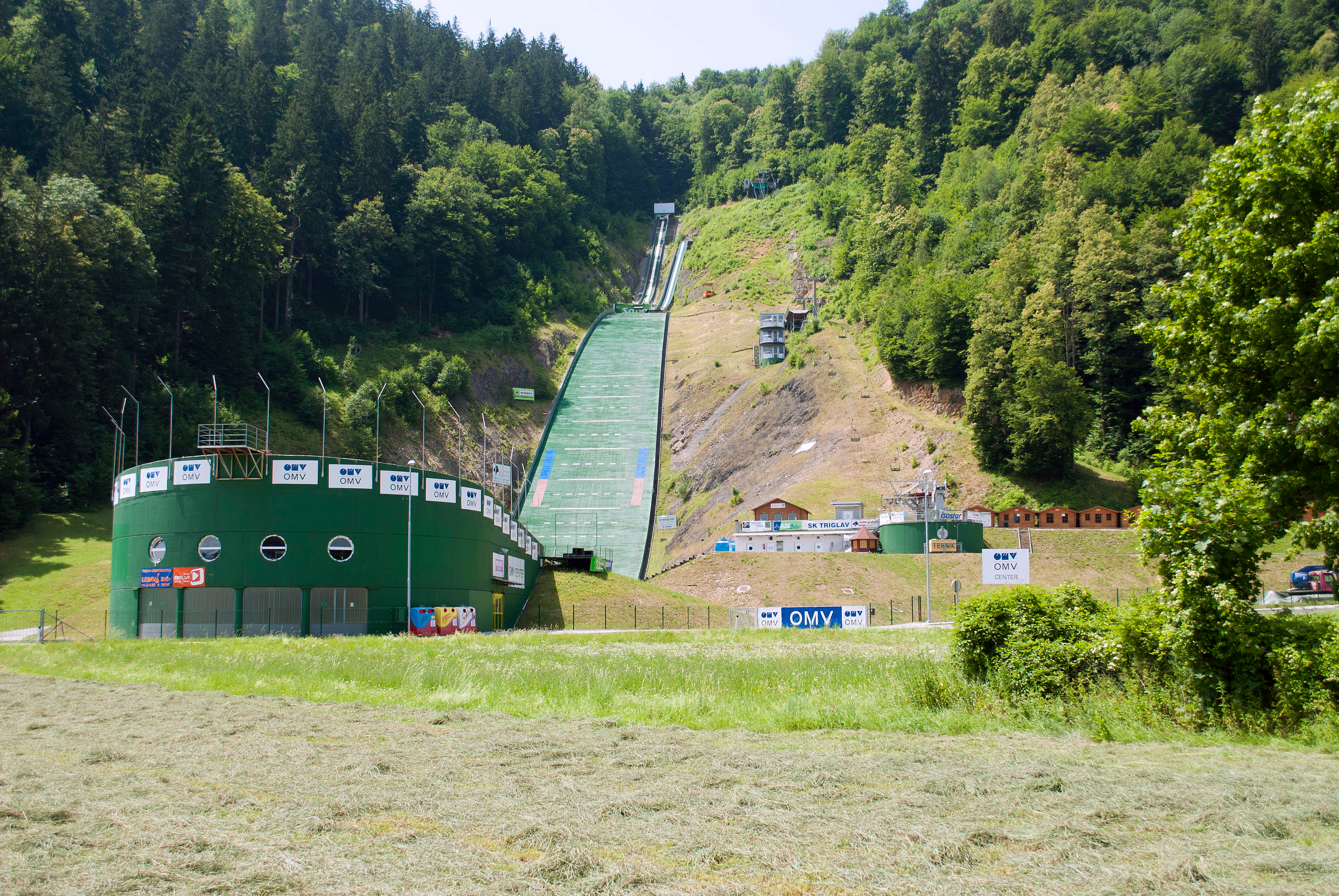
Bauhenk Skisprungschanze

## Wirtschaft
Kranj liegt an der eingleisigen Eisenbahnstrecke Tarvisio–Ljubljana.

## Sport
Zu den bekanntesten Sportarten in Kranj zählt Wasserball, wobei der heimische AKV Triglav mehrfach slowenischer Meister geworden ist. In dem Schwimmbad der Stadt fand 2003 die A-Europameisterschaft der Männer statt.
Im Wettkampfklettern findet, organisiert von der International Federation of Sport Climbing, regelmäßig ein World Cup der Disziplin Schwierigkeitsklettern in Kranj statt.

## Söhne und Töchter der Stadt
- France Prešeren (1800–1849), Schriftsteller
- Bartholomäus Widmer (1802–1883), Bischof von Laibach
- Janez Bleiweis (1808–1881), Politiker, Herausgeber, Journalist, Arzt und Tierarzt im Kronland Krain
- Johann Koutnik (1870–1941), Unternehmer und Besitzer der Brauerei „Villacher“
- Ernst Mally (1879–1944), Philosoph
- France Štiglic (1919–1993), Filmregisseur
- Marko Pogačnik (* 1944), Bildhauer und Geomant
- Mitja Demitrij Černač (* 1951), internationaler Dressurtrainer
- Jernej Zaplotnik (1952–1983), Bergsteiger
- Milena Kordež (* 1953), Skilangläuferin
- Bogdan Norčič (1953–2004), Skispringer
- Ivan Bizjak (1956–2023), Mathematiker und Politiker
- Bojan Križaj (* 1957), Skirennläufer
- Ivo Čarman (* 1959), Skilangläufer
- Tomo Česen (* 1959), Bergsteiger und Sportkletterer
- Tadej Slabe (* 1959), Geograph und Extremkletterer
- Desanka Švara (Schwara) (* 1959), Historikerin
- Alenka Cuderman (* 1961), Handballspielerin
- Bojan Globočnik (1962–2021), Skispringer
- Zoran Thaler (* 1962), Politiker
- Janez Lampič (* 1963), Radsportler
- Darjan Petrič (* 1964), Schwimmer
- Andreja Leskovšek (* 1965), Skirennläuferin
- Janez Stirn (* 1966), Skispringer
- Mitja Leskovar (* 1970), römisch-katholischer Geistlicher, Erzbischof und Diplomat des Heiligen Stuhls
- Andrej Miklavc (* 1970), Skirennläufer
- Tomaž Globočnik (* 1972), Biathlet
- Uroš Rakovec (* 1972), Musiker
- Žiga Golob (* 1973), Musiker
- Rajko Tavčar (* 1974), Fußballspieler
- Klemen Grošelj (* 1976), Verteidigungswissenschaftler, Politiker und Europaabgeordneter
- Brigita Langerholc (* 1976), Leichtathletin
- Maja Osojnik (* 1976), Sängerin
- Tadej Valjavec (* 1977), Radrennfahrer
- Rok Flander (* 1979), Snowboarder
- Alenka Kejžar (* 1979), Schwimmerin
- Aleksandar Radosavljević (* 1979), Fußballspieler
- Matic Osovnikar (* 1980), Leichtathlet
- Edo Terglav (* 1980), Eishockeyspieler
- Jurij Goličič (* 1981), Eishockeyspieler
- Robert Kranjec (* 1981), Skispringer
- Andrej Šporn (* 1981), Skirennläufer
- Maja Benedičič (* 1982), Skilangläuferin
- Andrej Jezeršek (* 1982), Nordischer Kombinierer
- Peter Pucelj (* 1982), Handballspieler
- Tanja Žagar (* 1982), Sängerin
- Vladimir Kerkez (* 1984), Radrennfahrer
- Žan Košir (* 1984), Snowboarder
- Andrej Tavželj (* 1984), Eishockeyspieler
- Jure Bogataj (* 1985), Skispringer
- Gregor Ftičar (* 1985), Jazzmusiker
- Maja Vidmar (* 1985), Sportkletterin
- Barbara Jezeršek (* 1986), australisch-slowenische Skilangläuferin
- Jaka Oblak (* 1986), Skispringer
- Kaja Draksler (* 1987), Musikerin
- Luka Mesec (* 1987), Politiker, stellv. Ministerpräsident
- Mitja Mežnar (* 1988), Skispringer
- Rok Zima (* 1988), Skispringer
- Tanja Žakelj (* 1988), Mountainbikerin
- Irena Joveva (* 1989), Politikerin
- Domen Križaj (* 1989), Opernsänger
- Tanja Šmid (* 1990), Schwimmerin
- Jan Polanc (* 1992), Radrennfahrer
- Peter Prevc (* 1992), Skispringer
- Martin Šušteršič (* 1992), Fußballspieler
- Matej Mohorič (* 1994), Radrennfahrer
- Miha Hrobat (* 1995), Skirennläufer
- Jan Luxa (* 1996), Dreispringer
- Cene Prevc (* 1996), Skispringer
- Kristjan Arh Česen (* 1997), Fußballspieler
- Rok Ferlan (* 1997), Sprinter
- Marko Gajić (* 1997), Fußballspieler
- Polona Klemenčič (* 1997), Biathletin
- Ema Klinec (* 1998), Skispringerin
- Lovro Mesec Košir (* 1999), Sprinter
- Domen Prevc (* 1999), Skispringer
- Alex Cisar (* 2000), Biathlet
- Mia Krampl (* 2000), Sportkletterin
- Rok Markelj (* 2000), Mittelstreckenläufer
- Živa Klemenčič (* 2001), Biathletin
- Valentina Klemenčič (* 2002), Handballspielerin
- Liza Šajn (* 2002), Langstreckenläuferin
- Matic Török (* 2003), Eishockeyspieler
- Maj Bizjak (* 2005), Stabhochspringer
- Brina Likar (* 2005), Weitspringerin
- Nika Prevc (* 2005), Skispringerin
- Tom Teršek (* 2006), Speerwerfer